# Trebiae
Trebiae, die antike Vorgängersiedlung des heutigen Trevi, war eine antike Stadt der italischen Umbrer in der heutigen Region Umbrien in Italien.
In römischer Zeit gehörte Trebiae als Municipium zur sechsten italischen Regio; der Siedlungskern verlagerte sich vom Hügel, einem Ausläufer des Monte Serano, in die Ebene, das Tal des Clitumnus, zur römischen Via Flaminia. Als archäologischer Rest erhalten ist die antike Stadtmauer. Außerhalb der Mauern, am Fluss Clitumnus etwa vier Kilometer unterhalb der Stadt, befand sich ein Heiligtum des Jupiter – das Heiligtum des Iupiter Clitumnus.